# Lewa Jadi
Lewa Jadi is een bestuurslaag in het regentschap Bener Meriah van de provincie Atjeh, Indonesië. Lewa Jadi telt 537 inwoners (volkstelling 2010).